# Noatun

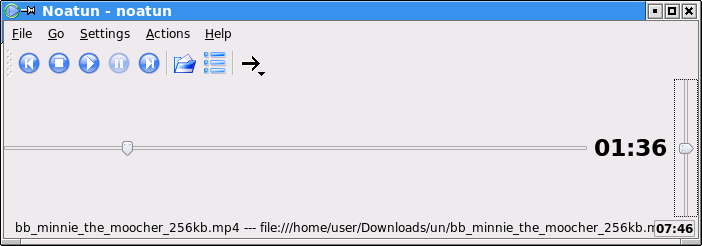
Noatun 2.10.0 media player on KDE+Debian+GNU+Linux

Noatun é um dos dois mais populares media players para o K Desktop Environment, que é um popular desktop para sistemas operacionais baseados no Unix. Ele suporta vários formatos, inclusive o Ogg Vorbis e Wav.
Noatun é, tal como Kaffeine, um programa OpenSource, desenvolvido para KDE. 
Sendo também um leitor de multimídia, possui talvez uma interface mais amigável que o Kaffeine, embora lhe sejam relatados alguns problemas de funcionamento. A sua funcionalidade é também semelhante ao Kaffeine (do KDE) ou ao Windows Media Player, do Windows. Por norma, costuma estar incluído nos pacotes de instalação (formato de DVD) de sistemas Unix, nomeadamente no Linux.